# Silva Lucana

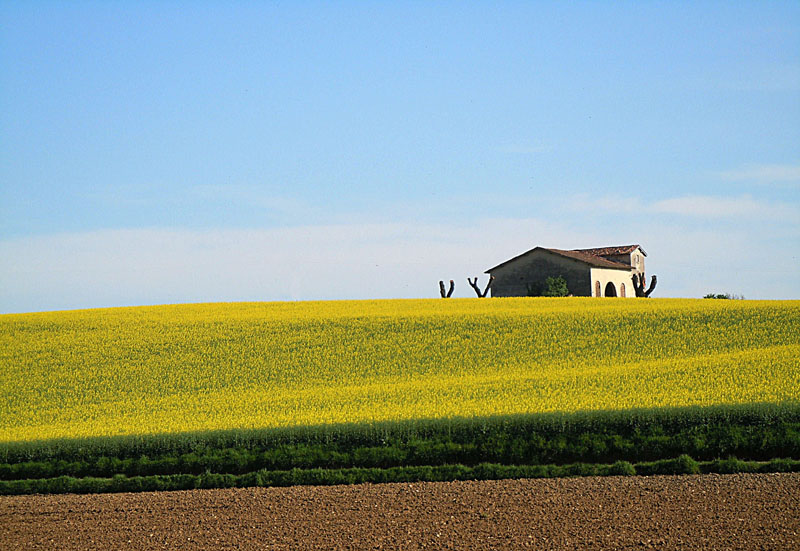
Colline moreniche del lago di Garda

Silva Lucana (latino: lucus era un bosco sacro) era una vasta fascia del comprensorio delle colline moreniche del lago di Garda occupata da un'ampia zona boschiva, corrispondente all'entroterra odierno di Sirmione e Desenzano del Garda, fino a Castiglione delle Stiviere, in Lombardia. Era ricca di abeti, faggi, frassini e querce ed era abitata da caprioli, cervi, daini e cinghiali.
In epoca romana la Silva Lucana, che rendeva difficili accesso e transito, rappresentava il limite a nord della centuriazione di Mantova, delimitata a sud dal Po a est dal Mincio, a ovest dall'Oglio e dal Chiese.
Oggi è zona di produzione del vino DOC Lugana.